# Kaitabh

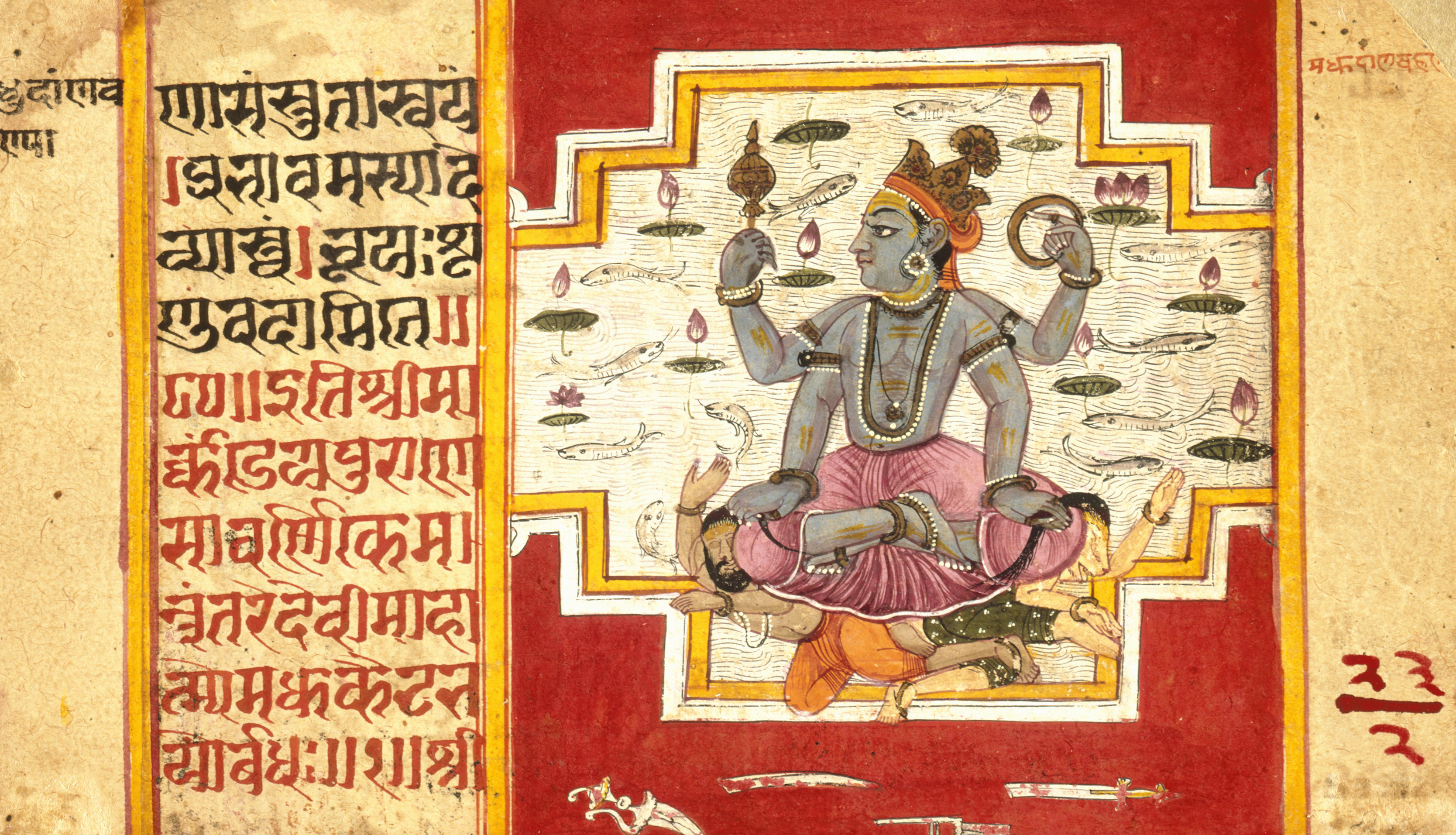
Eu não sei que imagem é essa e nem sua origem. Acabei de abrir essa conta pra ficar me distraido no trabalho, e cliquei na imagem sugerida pelo WikiPédia.

Na mitologia hindu Kaitabh, é associado a cosmologia hindu. Ele junto com sua companheira, Madhu, originados das orelhas do Deus Vishnu, enquanto ele esta no profundo sono do Yoganidra. De seu umbigo a lótus se abriu no qual Brahma estava sentado e contemplação para criar o cosmos e o universo.
Kaitabh e Madhu eram demônios, designados para aniquilar Brahma. Entretanto, Brahma os avistou, e invocou a deusa Mahamaya. Neste momento Vishnu acordou, e os dois demônios conspiradores foram mortos. Outra lenda propõe que Vishnu na sua manifestação como Mayagriva matou Kaitabh e Madhu, e recuperou os Vedas, que eles tinham roubado, e depositou as águas profundas dentro do primeiro oceano.